# 1992年6月30日日食
1992年6月30日日食是一次日全食，發生於1992年6月30日。新月當天（即朔日），地球上觀測到月球和太阳的角距離極小，此時月球如果恰好在月球交點附近，穿過太阳和地球之間，與地球、太阳接近一直線，則會出現日食。月球本影接觸地表而使該區域完全得不到陽光，就會形成日全食，同時在本影兩側數千公里的半影範圍內遮擋部分陽光，形成日偏食。此次日全食經過了巴西和乌拉圭兩國很小的一部分，日偏食則覆蓋了南美洲大部、非洲西南半部和周邊部分地區。

## 日食概況

### 出現區域
阿根廷與乌拉圭之間的拉普拉塔河口在日出時最先看到日全食，月球本影向東北方向移動，劃過乌拉圭南部和巴西最南端很小的區域後就進入南大西洋，此後再也沒有覆蓋任何陸地。本影在大西洋東南部逐漸轉向東南方向移動，並在圣赫勒拿岛以南約1000公里的洋面達到最大食分。本影在南非以南的海域進入印度洋西南部之後，在日落時分結束於爱德华王子群岛以南約510公里處的洋面。
此次全食帶覆蓋範圍內絕大部分都是海洋，陸地僅有本影剛接觸地表時在南美洲劃過的約420公里，能在日出後很短時間內看到日全食。本影經過的陸地依次包括：
- 乌拉圭：圣何塞省東南角、蒙特維多省、卡內洛內斯省中南部、马尔多纳多省、拉瓦耶哈省南部、罗恰省除北部外的大部，其中蒙得维的亚是本次全食帶內唯一首都；
- 巴西：南里奧格蘭德州南端。[3][4]

除了狹窄的全食帶內能看見日全食之外，月球半影覆蓋範圍內都能看到日偏食，包括秘鲁東南部、智利北半部、阿根廷中北部、玻利維亞、巴拉圭、乌拉圭、巴西除西北邊境外的絕大部分、福克兰群岛、西非南部、中部非洲西南部、南部非洲、东非南部及大西洋中南部諸島嶼。

此次日全食過程中月影在地表移動的動畫

### 基本參數
- 類型：日全食
- 食甚中心處（位於圣赫勒拿岛以南約1000公里的南大西洋）資料：
  - 時間：1992年6月30日12:10:23.1
  - 地點：25°9.7′S 9°29.3′W / 25.1617°S 9.4883°W
  - 食分：1.0592（全食帶內最大）
  - 日全食持續時間：5分20.8秒

## 觀測
此次全食帶經過的陸地極其少，即使是乌拉圭和巴西的一部分，也是在日出後極短時間內看到日全食，太阳高度角小於3°。如果乘坐飛機在南大西洋中心上空觀測，日全食最長可持續10分鐘，且不受天氣影響，但受到飛機巡航能力和成本限制，經濟可行的飛行方案能看到5至6分鐘的日全食。來自美国、加拿大、巴西、德国、日本、英国等國的48人乘坐一架巴西VASP航空的麥道DC-10客機，從巴西里约热内卢出發前往南大西洋上空觀測了日全食，又返回里约热内卢，乘客下機後機長再駕駛該機返回聖保羅。儘管受到起飛時間安排以及空中風力影響，飛機需要臨時調整速度，但飛行員最終在和預定時間相差不到1秒的時候進入月球本影，機上的人成功觀測了日全食。有趣的是，一位地勤人員在飛機即將起飛時不慎未能下機，她偶然獲得了機會看到日全食。而飛行員也被日全食吸引，在生光（全食階段結束）後的幾分鐘內仍注視著月影向遠處移動，而忘了返程，機長形容這次是他飛行生涯中最不尋常的一次。VASP航空還向里約熱內盧天文館提供了一架波音737客機，天文館工作人員、當地天文俱樂部成員、政要、名人等乘坐該機也成功地觀測到了日全食。

## 相關的日食

### 1990-1992年的日食
月球交替位於相對的月球交點時，以半個交點年（食年），即約177天又4小時間隔出現下列日食。
| 升交點   | 升交點                    |          | 降交點             | 降交點 |
| 沙羅週期 | 地圖                      | 沙羅週期 | 地圖               |        |
| 121      | 1990年1月26日 環食        | 126      | 1990年7月22日 全食 |        |
| 131      | 1991年1月15日 環食        | 136      | 1991年7月11日 全食 |        |
| 141      | 1992年1月4日 環食         | 146      | 1992年6月30日 全食 |        |
| 151      | 1992年12月24日 偏食（北） |          |                    |        |

### 沙羅周期
沙罗周期長度為18年11天。本次日食屬於沙羅周期146，共包含76次日食，依次為1541年9月19日至1920年5月18日的22次日偏食、1938年5月29日至2154年10月7日的13次日全食、2172年10月17日至2226年11月20日的4次全環食（亦稱混合食）、2244年12月1日至2659年8月10日的24次日環食、2677年8月20日至2893年12月29日的13次日偏食，總共歷時1352.26年。其中最長的全食發生於1992年6月30日，共持續了5分21秒。
下表列舉了1901年至2100年間發生的屬於該周期的日食，是第21至32次：
| 21            | 22            | 23            |
| ------------- | ------------- | ------------- |
| 1902年5月7日  | 1920年5月18日 | 1938年5月29日 |
| 24            | 25            | 26            |
| 1956年6月8日  | 1974年6月20日 | 1992年6月30日 |
| 27            | 28            | 29            |
| 2010年7月11日 | 2028年7月22日 | 2046年8月2日  |
| 30            | 31            | 32            |
| 2064年8月12日 | 2082年8月24日 | 2100年9月4日  |

## 資料來源
1. ↑  樊忠玉. . 中国天文科普网.   [2016-01-28]. （原始内容存档于2014-09-17）.
2. 1 2  Fred Espenak. . NASA Eclipse Web Site.   [2016-01-28]. （原始内容存档于2020-10-20）.（英文）
3. ↑  Fred Espenak. . NASA Eclipse Web Site.   [2016-01-28]. （原始内容存档于2020-10-23）.（英文）
4. ↑  Xavier M. Jubier. .   [2016-01-28]. （原始内容存档于2019-06-06）.（法文）（英文）
5. ↑  Fred Espenak. . NASA Eclipse Web Site.   [2016-01-28]. （原始内容存档于2008-08-29）.（英文）
6. ↑  Glenn Schneider, Craig Small, Joel Moskowitz. . 1992-07-18  [2016-03-02]. （原始内容存档于2020-11-25）.（英文）
7. ↑  Fred Espenak. . NASA Eclipse Web Site.（英文）

## 外部連結
- NASA日食專頁（页面存档备份，存于）（英文）
- 可見區域圖和時間統計：由弗雷德·埃斯佩纳克做出的日食預報，NASA/GSFC
  - Google互動地圖呈現的日食範圍
  - 貝塞爾元素
- Google地圖顯示的日全食和日偏食範圍（页面存档备份，存于）（法文）（英文）

| \| \| 日食 \|                            |                              |                                            |
| 上一次日食： 1992年1月4日日食 （日環食） | 1992年6月30日日食 （日全食） | 下一次日食： 1992年12月24日日食 （日偏食） |
| 上一次日全食： 1991年7月11日日食         | 1992年6月30日日食 （日全食） | 下一次日全食： 1994年11月3日日食           |
|                                          | 日食                         |                                            |